# Let's Call the Whole Thing Off
Let's Call the Whole Thing Off är en amerikansk sång skriven av George Gershwin och Ira Gershwin för den amerikanska filmen Får jag lov? (1937), där den framfördes av Fred Astaire och Ginger Rogers som en del av en hyllad dansduett på rullskridskor. Sången är mest känd för sin "You say to-may-toes and I say to-mah-toes" och andra verser som jämför deras olika regionala dialekter och om de ändå kan stå ut med varandras sällskap. Sången förekommer även i filmen När Harry träffade Sally... (1989).
Sången var rankad # 34 på AFI's 100 Years...100 Songs.

## Kända inspelningar
- Ella Fitzgerald - Ella Fitzgerald Sings the George and Ira Gershwin Songbook (1959) och på 1983 års Pablo release Nice Work If You Can Get It
- Fred Astaire med Johnny Green och hans orkester (1937)